# Basavanapura, Ramanagara
Basavanapura là một làng thuộc tehsil Ramanagara, huyện Ramanagara, bang Karnataka, Ấn Độ.